# استر (شیمی)

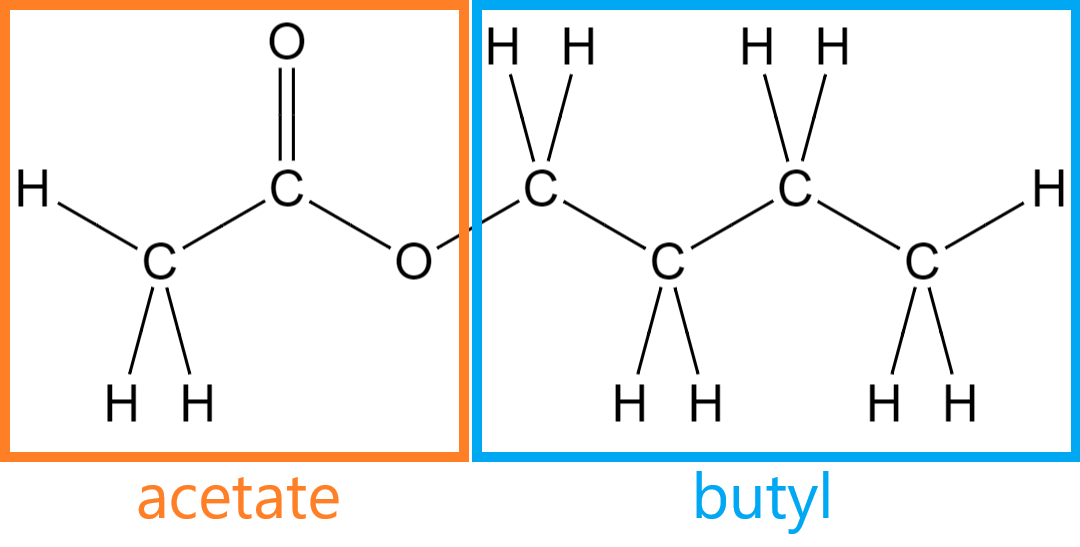
نمونه استر بوتیل استات.

استر یک ترکیب شیمیایی است که دارای گروه عاملی COO است. ترکیبهایی به فرمول R’COOR، استر نامیده می‌شود که در آن گروه‌های R آلکیل می‌باشند، ولی جزء اصلی تشکیل دهنده آنها، استرهایی می‌باشند که از واکنش اسیدهای چرب و الکل‌های با زنجیر طویل به وجود می‌آیند.

## نمونه ای از ساده ترین استرها
در اینجا برخی از ساده‌ ترین و رایجترین نمونه های استرها به همراه ویژگی های کلیدی آن ها آورده شده است.
- متیل استات (CH₃COOCH₃) : ساده‌ ترین استر، تشکیل شده از اسید استیک و متانول است. بیشتر در صنعت عطرسازی کاربرد دارد.
- اتیل استات (CH₃COOCH₂CH₃) : از اسید استیک و اتانول تشکیل می شود. به طور گسترده به عنوان حلال صنعتی (پاک‌ کننده لاک ناخن، جوهر چاپ) مورد استفاده قرار می گیرد.
- پروپیل متانوات (HCOOCH₂CH₂CH₃) : از اسید فرمیک و پروپانول تشکیل می شود. به عنوان طعم‌دهنده (عطر شبیه عرق نیشکر) استفاده می شود.
- بوتیل استات (CH₃COOCH₂CH₂CH₂CH₃) : به عنوان حلال رنگ و لاک مورد استفاده قرار می گیرد.

چربی‌های جامد و روغن‌های مایع، استرهایی هستند که از واکنش اسید چرب سنگین و گلسیرین به وجود می‌آیند و گلیسیرید نامیده می‌شوند. مهم‌ترین اسیدهای چرب اشباع شده‌ای که از هیدرولیز چربی‌ها و روغن‌ها به‌دست آمده‌اند، عبارتند از: اسید لوریک (Lauric acid)، اسید پالمتیک (Palmitic acid)، اسید استئاریک (Stearic acid).

برای سنتز استر چندین روش مختلف وجود دارد:

۱- واکنش الکل و اسید:
یکی از روش‌های تولید استر، واکنش بین الکل و اسید است که Fischer esterification نام دارد و در حضور یک عامل دی هیدرات‌کننده صورت می‌گیرد.
نکته:دلیل این که بعد از عرق (الکل)را خوردن میگویند آب لیمو(اسید خوراکی) بخورید این است که در  با همین واکنشی که در روش بالا خواندید الکل و اسید در معده قاطی میشوند و باعث تشکیل استر میشوند و باعث بالا اوردن شخص میشود 

۲- واکنش الکلیز بین آسیل کلریدها و انیدرید اسیدها:
طبق واکنش زیر استر تولید می‌گردد.
RCOCl + R'OH → RCO2R' + HCl
(RCO2)O + R'OH → RCO2R' + RCO2H

۳- واکنش ترنس استریفیکاسیون (Transesterification):
در این واکنش، یک استر به استر دیگری تبدیل می‌گردد.

۴- واکنش کربونیل دار کردن (Carbonylation):
آلکن‌ها در حضور متال کربونیل کاتالیزورها واکنش هیدرو استریفیکاسیون را انجام می‌دهند. استرهای به‌دست آمده از این روش برای تولید تجاری اسید فرمیک و اسید پروپیونیک استفاده می‌گردد.

۵- اضافه کردن کربوسیلیک اسیدها به آلکن‌ها:
واکنش این روش به صورت زیر می‌باشد.
C2H4 + CH3CO2H + 1/2 O2 → C2H3O2CCH3 + H2O